# Zosja
A Zosja görög eredetű szláv női név, jelentése: élettel és energiával teli. A lengyel Zosia név (a Zofia becézett változata, ami a Zsófia lengyel megfelelője) magyar nyelvű adaptációja.

## Gyakorisága
Az 1990-es években a Zosja szórványos név volt, a 2000-es években nem szerepel a 100 leggyakoribb női név között.

## Névnapok
- nincs hivatalos